# Азриэли (башни)
Азриэ́ли (Башни Азриэли (ивр. מגדלי עזריאלי‎ «мигдалей Азриэли»), также Азриэли-центр ивр. מרכז עזריאלי‎ «мерказ Азриэли») — комплекс из трёх небоскрёбов в центре Тель-Авива (Израиль). Кроме трёх башен, в комплекс входит большой торговый центр у их основания.
Центр Азриэли расположен рядом с шоссе Аялон у транспортной развязки «А-Шалом» (англ. HaShalom), к нему примыкает одноимённая железнодорожная станция, и месторасположение центра иногда тоже называют «А-Шалом». Один из выходов железнодорожной станции ведёт непосредственно в здание торгового центра. С противоположной стороны от Аялона проходит шоссе Бегин, которое напротив центра находится в тоннеле, проходящем под улицей Каплан.
Комплекс назван по имени инициатора проекта, канадского предпринимателя израильского происхождения Давида Азриэли.

## Описание комплекса
- Круглая башня, самая высокая из трёх, насчитывает 49 этажей и имеет высоту 187 м. Её строительство началось в 1996 и завершилось в 1999 году. На момент постройки занимала первое место в списке высоких зданий Израиля; по состоянию на 2020 год — пятая по высоте в стране. На каждом этаже круглой башни находятся 84 окна, составляя в общей сложности 8 000 окон. Периметр башни 141 метр, диаметр — 44 метра. Площадь этажа составляет 1 520 м². Наверху находятся закрытая смотровая площадка Azrieli Observatory и ресторан. На 48-м этаже расположен офис Давида Азриэли.
- Треугольная башня высотой в 169 м насчитывает 46 этажей и была также построена в 1996—1999 годах. Её горизонтальное сечение — равносторонний треугольник. 13 этажей здания занимает телефонная компания Безек.
- Квадратная башня насчитывает 42 этажа и 154 м, это самая низкая из трёх башен комплекса Азриэли. Её строительство было приостановлено в 1998 году из-за разногласий с тель-авивской мэрией и возобновлено в 2006, а завершено в июне 2007 года. В её нижних 13-ти этажах расположена гостиница бизнес-класса Crowne Plaza City Center.

## Смотровая площадка
Закрытая смотровая площадка Azrieli Observatory занимает 49-й этаж круглой башни. С площадки открывается круговой панорамный вид на Тель-Авив с высоты 182 метра.
Выход к скоростному лифту на смотровую площадку находится на 3-м этаже торгового центра. Вход на смотровую площадку платный. Посетители получают брошюру с описанием обозначенных на фото наиболее примечательных строений Тель-Авива.

## Галерея

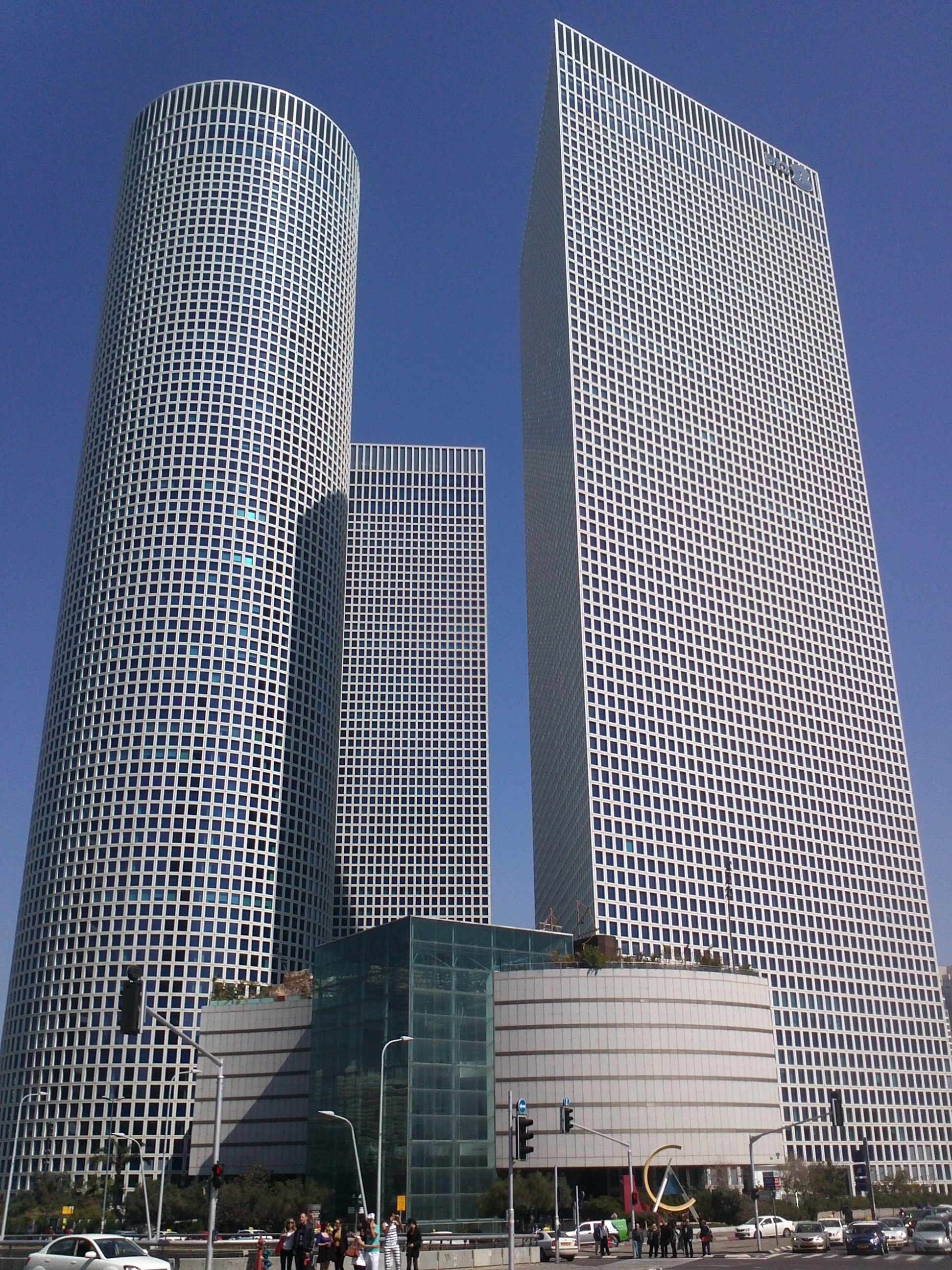
Общий вид
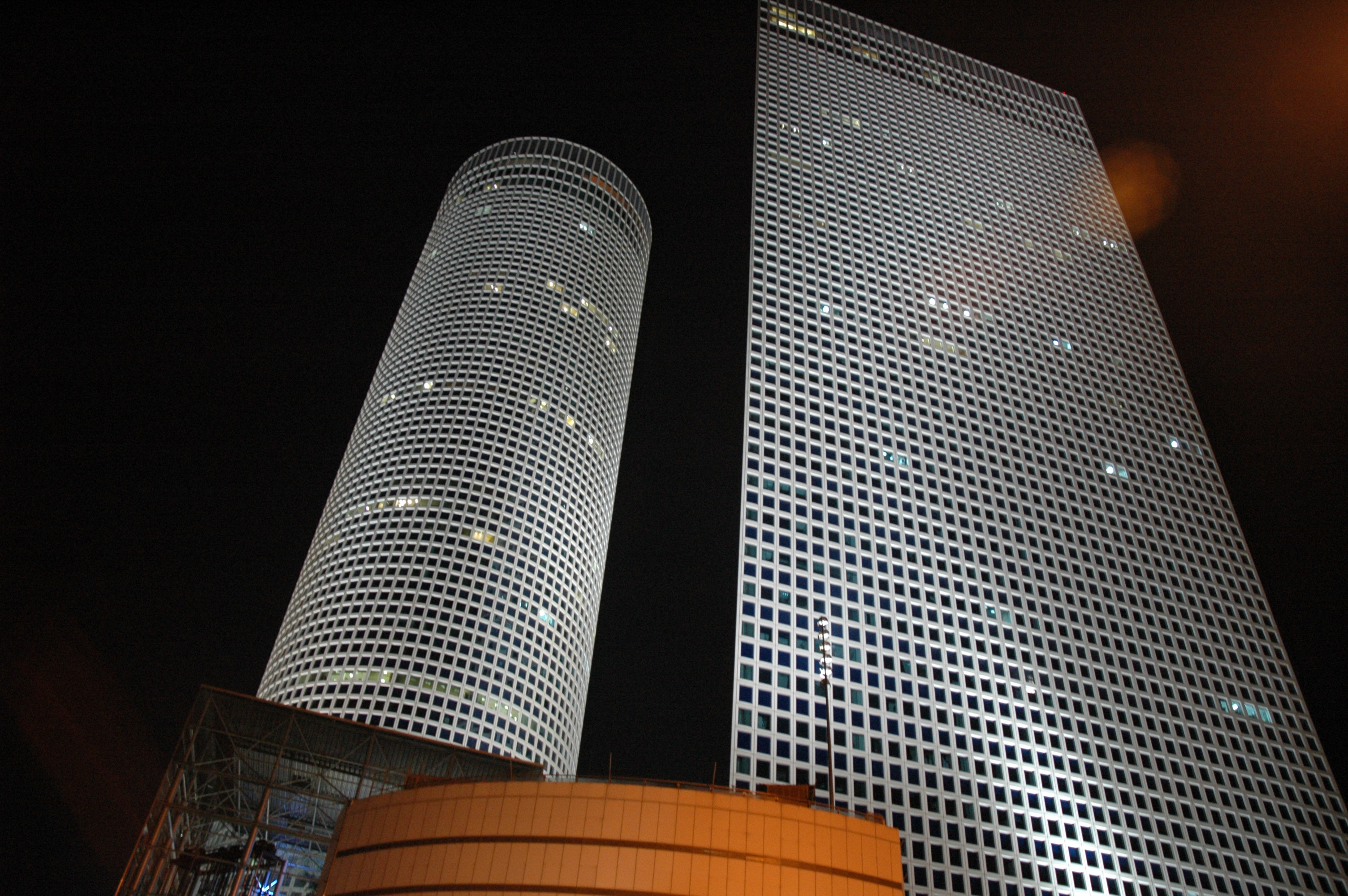
Две башни Азриэли ночью, 2004
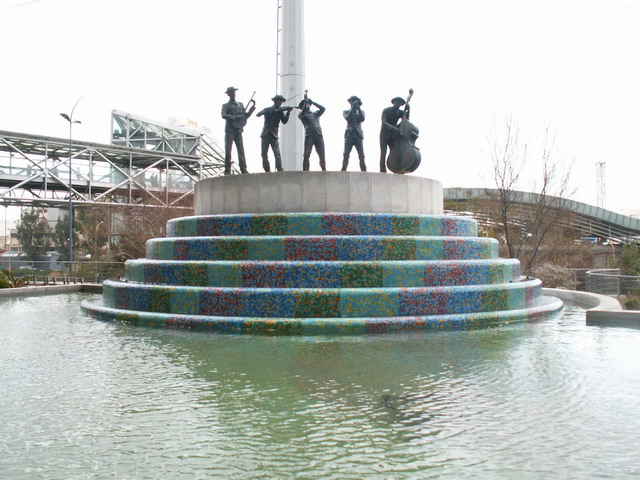
Фонтан у подножия комплекса
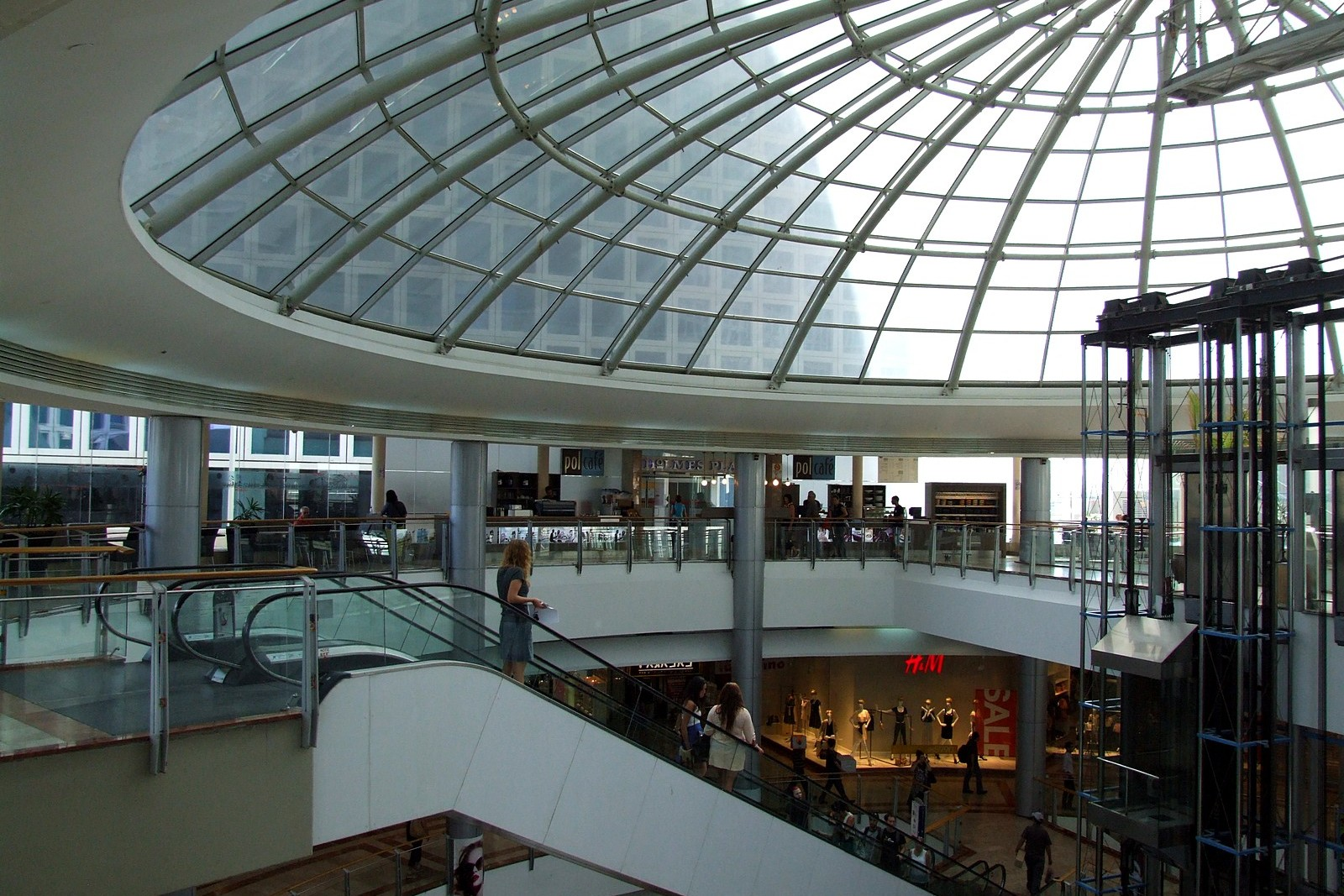
3-й этаж торгового центра
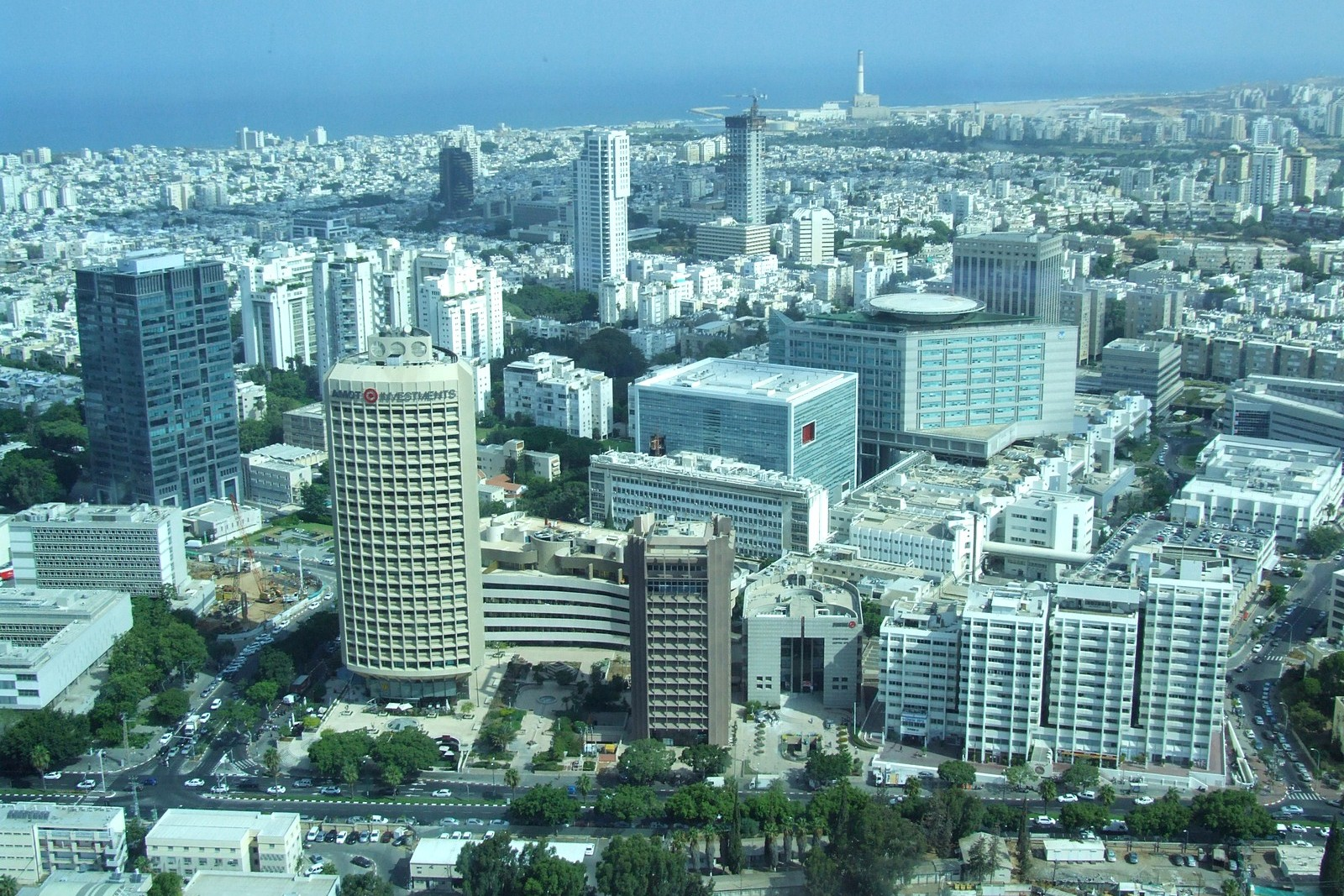
Вид со смотровой площадки на Тель-Авив